# Тукай (Кировская область)
Тукай — деревня в Малмыжском районе Кировской области. Входит в состав Арыкского сельского поселения. 

## География
Находится на левобережье Вятки на расстоянии примерно 15 километров по прямой на восток-северо-восток от районного центра города Малмыж.

## История
Известна с 1950 года, когда было в ней учтено дворов 27 и жителей 132. В 1989 году учтено 43 жителя.

## Население
Постоянное население  составляло 29 человек (татары 86%) в 2002 году, 14 в 2010.